# Psittacara frontatus
La aratinga cordillerana (Psittacara frontatus) es una especie de ave psitaciforme de la familia Psittacidae propia de Sudamérica. Es considerado conespecífico con el perico de frente escarlata (P. wagleri) por algunas autoridades taxonómicas.

## Subespecies
Se reconocen dos subespecies:
- P. f. frontatus (Cabanis, 1846) – en el sur de Ecuador y el norte del Perú;
- P. f. minor (Carriker, 1933) – en el centro y sur de Perú.